# Jean-Louis Jacopin
Pour les articles homonymes, voir Jacopin.
Jean-Louis Jacopin, né le 31 mai 1946 à Saint-Aignan et mort à Boulogne-Billancourt le 26 février 2017,, est un comédien et un metteur en scène de théâtre français formé à l'école du Théâtre national de Strasbourg.
Après des études en littérature espagnole, il décide de se lancer dans le théâtre. Depuis 1972, date de sa sortie de l’école du TNS à Strasbourg, Jean-Louis Jacopin a partagé son temps essentiellement entre son métier d'acteur qui le conduit à jouer sous la direction de Philippe Adrien, Jean-Pierre Vincent, Roger Planchon, Alain Françon, Richard Demarcy, René Loyon, etc. et la mise en scène de théâtre. Il monte August Strindberg, Stanislaw Ignacy Witkiewicz, Mouza Pavlova, Danièle Sallenave, Roland Topor, Jacques-Pierre Amette, Goldoni, Shakespeare, Bertolt Brecht, Noren, Sergi Belbel dans des théâtres en France et à l’étranger parmi lesquels l’Odéon ou la Comédie Française. Il met en scène plusieurs opéras, en Autriche et en France.  En plus de ces activités, il se passionne pour l'enseignement qu'il dispense à l’Ensatt, au Rond-Point, à l’Hippodrome de Douai où il a été artiste associé pendant 5 ans, puis au Conservatoire à Rayonnement Régional de Douai où il crée avec Daniel Cling une classe d'Art dramatique. Auteur lui-même, il fait partie des comités de lecture du Centre National du Livre, de Théâtrales et du Théâtre du Rond-Point. Il a également été responsable multimédias au Cesta (antenne du ministère de la Recherche) et directeur artistique d’une maison de production de livres et de cassettes pour enfants (Miss).

## Télévision
- 1979 : L'Hôtel du libre échange de Georges Feydeau, réalisation Guy Séligmann

## Théâtre

### Comédien
- 1974 : La Tragédie optimiste de Vsevolod Vichnievski, mise en scène Bernard Chartreux et Jean-Pierre Vincent, Théâtre Le Palace, Théâtre du Gymnase
- 1974 : Les Bottes de l'ogre et La Résistance, mise en scène Jean-Claude Fall, Philippe Adrien, Théâtre des Amandiers
- 1975 : L'Œil de la tête d'après Marquis de Sade, mise en scène Philippe Adrien, Jean-Claude Fall, Festival d'automne à Paris Théâtre Récamier
- 1976 : Schippel de Carl Sternheim, mise en scène Jean-Claude Fall, Théâtre de la Commune
- 1977: Barracas 1975 de Richard Demarcy et Teresa Mota, mise en scène des auteurs, Festival d'Avignon, Théâtre de la Commune
- 1978 : Schippel de Carl Sternheim, mise en scène Jean-Claude Fall, Théâtre de la Commune
- 1978 : La Thébaïde de Racine, mise en scène Jean-Claude Fall, Nouveau Carré Silvia Monfort

### Metteur en scène
- 1979 : Marie de l'Incarnation d'après sa correspondance, Théâtre du Lucernaire
- 1981 : Détruire l'image de Louise Doutreligne, Petit Odéon
- 1982 : Les Anges d'Élisabeth Janvier, Festival d'Avignon
- 1983 : La Mère de Stanisław Ignacy Witkiewicz, Théâtre de la Bastille
- 1983 : Les Sables mouvants de Jacques-Pierre Amette, Comédie-Française au Petit Odéon
- 1984 : L'Ève future d'après Auguste Villiers de l'Isle-Adam, Festival d'Avignon
- 1984 : Sommeil de Bruno Bayen, Théâtre de l'Hôtel de Ville Le Havre
- 1986 : La Stilla, Douai
- 1986 : La Pièce du sirocco de Jean-Loup Rivière, 'Hippodrome Douai
- 1987 : Le Maitre nageur de Jacques-Pierre Amette, Petit Odéon
- 1987 : Conversations conjugales de Danièle Sallenave, Théâtre Ouvert
- 1988 : Préludes flasques pour un chien d'Erik Satie, mise en scène avec Wladimir Yordanoff, Douai
- 1988 : La Force de tuer de Lars Norén, Petit Odéon
- 1989 : Le Procès de Charlotte Corday de Michel Authier
- 1989 : Satire à la Russe de Mouza Pavlova
- 1990 : Le Café de Carlo Goldoni, Comédie-Française
- 1990 : Joko fête son anniversaire de Roland Topor, Petit Odéon
- 1992 : Djurdjura de François Bourgeat
- 1992 : El Burlador de Sevilla y convidado de piedra de Tirso de Molina
- 1993 : Par le cul de Christian Rullier, Rencontres d'été de la Chartreuse Villeneuve-les-Avignon
- 1993 : Le Prévenant de Serge Valletti, Rencontres d'été de la Chartreuse Villeneuve-les-Avignon
- 1993 : Le Onze/Douze (11/12) de Slimane Benaïssa, Rencontres d'été de la Chartreuse Villeneuve-les-Avignon
- 1993 : La Naissance de Mehmet Baydur, Rencontres d'été de la Chartreuse Villeneuve-les-Avignon
- 1993 : La Dent noire d'Yves Reynaud, Rencontres d'été de la Chartreuse Villeneuve-les-Avignon
- 1993 : Avec vache de Roland Fichet, Rencontres d'été de la Chartreuse Villeneuve-les-Avignon
- 1997 : Lit nuptial de Sergi Belbel, Espace Kiron
- 1998 : Trahisons d'Harold Pinter
- 1999 : Fume ton cigare là-haut !, comédie musicale d'après Bertolt Brecht, Théâtre du Rond-Point
- 2004 : Sauvé des os, L'Hippodrome Douai
- 2006 : Même pas mal ou l'inspecteur la guerre de Lise Martin, Théâtre du Lucernaire
- 2008 : Signé Topor Théâtre, chansons, poèmes et recettes de cuisine de Roland Topor, Théâtre du Rond-Point
- 2009 : Juste le temps de vivre d'après Boris Vian, Théâtre de Ménilmontant, Tréteaux de France

## Écriture
- Urbano, édition du Mauconduit, 2013[4].
- Hélène Tirole et Jean-Robert Léonidas, L'Impertinence du mot (illustrations de Jean-Louis Jacopin) Paris,

Riveneuve, 2018.